# 899 Jokaste
Jokaste (asteróide 899) é um asteróide da cintura principal com um diâmetro de 27,69 quilómetros, a 2,340053 UA. Possui uma excentricidade de 0,1968877 e um período orbital de 1 816,63 dias (4,98 anos).
Jokaste tem uma velocidade orbital média de 17,44889897 km/s e uma inclinação de 12,46512º.
Esse asteróide foi descoberto em 3 de Agosto de 1918 por Max Wolf.